# Nura
Nura (kaz. Нұра; ros. Нура) – rzeka w środkowym Kazachstanie. Jej długość wynosi 978 km, powierzchnia zlewni 58,1 tys. km², a powierzchnia dorzecza 60,8 km².
Nura wypływa w Górach Karkaralińskich i płynie na północny zachód przez Pogórze Kazachskie, zataczając łuki na północ i południe. Uchodzi do bezodpływowego jeziora Tengyz. Największe dopływy to Szerubajnura, Ułkenkundyzdy i Akbastau. 90% przepływu przypada na wiosnę. Latem w górnym biegu Nura wysycha; woda w dolnym biegu staje się słonawa. Zamarza w listopadzie, rozmarza w kwietniu. 
W II połowie XX wieku zakłady chemiczne „Karbid” w mieście Temyrtau spuściły do Nury od 300 do 1000 ton związków rtęci, nietrujących, ale grożących zatruciem. W 2001 rząd Kazachstanu przyjął program oczyszczenia rzeki z osadów rtęci. 